# Marquesado de Montemira
El Marquesado de Montemira es un título nobiliario español creado el 7 de marzo de 1776 por el rey Carlos III a favor de Pedro José de Zárate y Navia Bolaño, Coronel del regimiento de Dragones de Lima, gran terrateniente en el Virreinato de Perú.

## Marqueses de Montemira
|                         | Titular                             | Periodo                 |
| Creación por Carlos III | Creación por Carlos III             | Creación por Carlos III |
| ----------------------- | ----------------------------------- | ----------------------- |
| I                       | Pedro José de Zárate y Navia Bolaño | 1776-1823               |
| II                      | Gonzalo Sanchiz y Mayáns            | 1924-1940               |
| III                     | Gonzalo María Sanchiz y Calatayud   | 1953-                   |
| IV                      | Gonzalo Ramón Sanchiz y Mendaro     |                         |
| V                       | Gonzalo Sanchiz del Rosal           | 2007-actual titular     |

## Historia de los Marqueses de Montemira
- Pedro José de Zárate y Navia Bolaño (f. en 1823), I marqués de Montemira, III conde del Valle de Oselle, hijo de Lorenzo de Zárate y Agüero y de María Lorenza de Navia Bolaño y Espínola.

1. Casó con Carmen Manrique de Lara Polanco y Carrillo de Albornoz, hija del II Marqués de Lara. Tuvo como hijos a:

a) Francisco de Zárate y Manrique de Lara Polanco (f. en 1846), se intituló "II marqués de Montemira" (no reconocido como tal por el gobierno español, al no solicitar la sucesión en el marquesado por ser en esos momentos Perú una república independiente), soltero y sin sucesión.
b) Lorenzo de Zárate y Manrique, casado con su prima María Magdalena Manrique de Lara y Carvajal, hija del III Marqués de Lara. Con amplia descendencia hasta la actualidad.
Rehabilitado en 1924 por:
- Gonzalo Sanchiz y Mayáns, II marqués de Montemira.

1. Casó con María Calatayud y Rovira. Le sucedió en los derechos en 1940 su hijo, tomando posesión del marquesado en 1953:

- Gonzalo María Sanchiz y Calatayud (n. en 1903), III marqués de Montemira.

1. Casó con María de la Concepción Mendaro y Romero. Le sucedió su hijo:

- Gonzalo Ramón Sanchiz y Mendaro (n. en 1946), IV marqués de Montemira.

1. Casó con Carmen del Rosal Moreno.
2. Casó con Elvira Elósegui y de la Peña. Le sucedió, de su primer matrimonio, en 2007, su hijo:

- Gonzalo Sanchiz del Rosal (n. en 1973)